# Lijst van ontvangers van de Verzetsster Oost-Azië 1942-1945

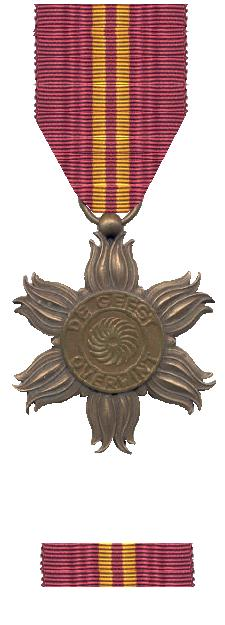
Verzetsster Oost-Azië met bijbehorende baton

De Verzetsster Oost-Azië 1942-1945 is een in 1948 ingestelde Nederlandse onderscheiding. De Verzetsster Oost-Azië 1942-1945 werd 471 maal uitgereikt. De onderstaande lijst is dan ook niet compleet. Evenwel is er mogelijk een complete lijst beschikbaar, en wel in ‘De geest overwint - de verzetsster Oost Azië 1942-1945’ (M.Spaans Azn/ISBN 90-808999-1-7).

## Ontvangers van de Verzetsster Oost-Azië 1942-1945
| - Jacques Rola Agerbeek (1880-1942) - Cornelis Carolus Ament (1896-1943) - Siemon Andringa (1910-1943) - Johannes Bartholomeus (1891-1973) - Hermanus Hubertus Henricus de Bekker (1907-1943) - Bartholomeus Cornelis Blom (1912-1946) - Rudolf Frans (Rudi) van Blommestein (1912-2007) - Pieter Blussé van Oud-Alblas (1907-1944) - Maximiliaan Alfred Brouwer Popkens (1897-1944) - Petrus Albertus Joannes de Bruijn (1891-1943) - Hubertus Jacobus van den Burg (1912-1944) - Jan Adolf van der Burg (1902-1943) - Michiel Meyer Cohen (1877-1968) - Pieter Colijn (1903-1943) - Charles Coster (1895-1943) - August Gerard Deibel (1915-1951) - Enno Erkelens (1908-2002) - Matthijs de Fretes (1888-1944) - Carrel Oscar Giesel - Frederik Anton Marie Harterink (1901-1942) - Marinus Heijman (1909-1978) - Jacob Willem Henning (1903-1978) - Nico van der Hoogte (1916-1942) - Hermanus Jongbloed (1905-1942) - Wim Kan (1911-1983) - Gerard Maurits Bodenstaff (1918-1999) | - Lambertus de Kanter (1904-1994) - Heinrich Cornelius Marie van Kessel (1902-1943) - Peter John Koets (1901-1995) - Leonora Henriette (Noor) Klusman (1901-1943) - Frans Kramer (1894-1943) - Enrico Kubbe - Gerardus de Lang (1888-1960) - Alfons Willem Ledoux (1905-1943) - Theodorus Hubertus de Loo (1913-1998) - Frederik Karel Lotgering (1911-1986) - Martha Octovine Louhenapessij - Willem Frans Lublink Weddik (1904-1944) - Catrinus Mak (1899-1983) - Jan Matatula (1908-1943) - Willem Adam Meelhuysen (1901-1942) - Raden Moesa (-1945) - Evert Reinier Peter Neeb (1900-1943) - Emma van Nieuwenburg (1921-1943) - Johann Franz van Oorschot (1901-1966) - Pleun van der Plank (1903-1979) - Elisa Ploos van Amstel (1896-1943) - Raden Adipati Ario Poedjo (1890-1942) - jkvr. Sara Maria Johanna van de Poll (1897-1981) - Hendrik Prinsen (1905-1943) - Eduard Herman van Rees (1918-1996) - Emilie Schuiling-Huijkman (1918-1943) - Gerrit Rijke (1906-1995) - Piet Rutges (1907-1943) - Berend Timmer (1916-1942) - Jakob Johannes Slis (1907-1944) - Anton Bernard Schumacher (1903-1960) - Alidius Tjarda van Starkenborgh Stachouwer (1888-1978) | - Emanuel Tomatala (1902-1943) - Jatorey Torey - Meijer Trap (1904-1960) - Otto Treffers (1892-1944) - Quirine Treffers-Schultze (1912-1993) - Erlo Trouerbach (1899-1943) - Petrus Tuankotta (1910-) - Pieter Hendrik Tuinenburg (1915-1964) - Adriaan Leendert Tupker (1922-1971) - Luchien Ubels (1919-1943) - Jacobus Martinus Uneputty (1924-1944) - Pietro Antonio Ursone (1909-1984) - Selfianus Usmany (1918-1989) - Renso Alexander Vedder (1915-) - Hendrik Bernard Veenhuijzen (1920-) - Johannes Wouter de Veer (1897-1976) - Arie Feitse in 't Veld (1910-2003) - Lambertus Allard Vellenga (1901-1943) - Cornelis Joost Johannes Versteeg (1903-1945) - Corry Vonk (1901-1988) - Arnoldus Lambertus Jacques Wernink (1917-1944) - Maria Suzanna Willinge-Sligcher (1902-1989) - Willem Wolterbeek (1893-1943) - Henri van Zanten (1918-1943) - Willem Barend Albertus Zuydland (1906-1943) |